# Jaroslav Untermüller
Jaroslav Untermüller (24. květen 1889 Praha – 9. květen 1945 Praha) byl československý legionář, brigádní generál československé armády, divizní generál in memoriam.

## Život a působení
Narodil se v Praze, kde v letech 1901 až 1908 vystudoval Státní reálku v Praze. V letech 1908 až 1913 studoval na Českém vysokém učení technickém v Praze. V červnu 1913 byl povolán k nástupu služby u c. k. zeměbraneckého pluku 8; tam absolvoval školu jednoročních dobrovolníků. Začátkem 1. světové války působil v hodnosti kadeta jako velitel čety na srbské frontě. V říjnu 1914 byl zraněn. Od ledna 1915 byl velitelem technické čety u náhradního praporu téhož pluku v Salcburku. V červnu 1915 byl jmenován praporčíkem. Od června 1915 bojoval na ruské frontě. V srpnu 1915 byl zajat. V červenci 1916 vstoupil v Oděse do srbské armády, resp. do srbských vojenských jednotek v Rusku, kde byl jmenován poručíkem a velitelem čety, se kterou se zúčastnil bojů v Dobrudži. V lednu 1917 vstoupil v hodnosti poručíka do ruské carské armády. Dne 7. února 1918 vstoupil v hodnosti poručíka do československých legií, kde byl dne 27. října 1918 povýšen na kapitána a dne 1. ledna 1920 na majora. V roce 1923 úspěšně dokončil studium na Českém vysokém učení technickém v Praze. V roce 1923 se stal podplukovníkem, v roce 1928 plukovníkem a dne 22. prosince 1936 byl jmenován brigádním generálem. V prvorepublikové československé armádě zastával řadu velitelských funkcí v ženijním vojsku, nejdříve velel ženijním praporům, později ženijním plukům a pak zastával vyšší velitelské funkce, mj. velel ženijnímu vojsku na Slovensku.
Dne 1. dubna 1939 odešel do výslužby. Během 2. světové války byl zapojen do protinacistického odboje. Dne 9. května 1945 byl ve svém bytě omylem zastřelen dezorientovaným sovětským vojákem. Je pohřben na Olšanských hřbitovech.

## Posmrtné uznání
- V roce 1945 obdržel in memoriam Československý válečný kříž 1939.[1]
- V roce 1946 byl povýšen in memoriam do hodnosti divizní generál.[1]
- V roce 2010 obdržel in memoriam Cenu ÚSTR za svobodu, demokracii a lidská práva.[4]

## Vyznamenání
- Vojenský kříž (Velká Británie)[1]
- Československý válečný kříž 1914–1918
- Československá revoluční medaile
- Československá medaile Vítězství,
- Pamětní medaile na válku 1914–1918 (království SHS)
- Řád čestné legie, V. třídy
- Řád rumunské hvězdy, III. třídy
- Československý válečný kříž 1939 (in memoriam)
- Řád sv. Jiří, IV. třídy
- Imperátorský Řád svaté Anny, IV. třídy
- Řád svatého Vladimíra, IV. třída s meči a mašlí[1]